# Diego Fernando Murillo
Diego Fernando Murillo Bejarano, conocido bajo los alias de Don Berna o Adolfo Paz (Tuluá, 23 de febrero de 1961) es un narcotraficante y paramilitar colombiano.
Murillo Bejarano desarrolló su actividad criminal principalmente en Medellín, desde joven llevaba una vida asociada a la criminalidad desde su paso por la guerrilla del Ejército Popular de Liberación (EPL), para más tarde ponerse al servicio del Cártel de Medellín, llegando luego a ser el jefe del grupo de sicarios conocido como La Terraza, quienes estaban al servicio del Cártel de Medellín. Aunque Don Berna no era un miembro directo del Cártel de Medellín, si era un miembro indirecto o intermediario del Cártel, ya que cuando dialogaba con Pablo Escobar y cerraba los negocios, lo hacía por medio de su mentor y su jefe Fernando Galeano Berrío 'El Negro Galeano' y su otro socio, Gerardo 'Kiko' Moncada, en especial Fernando Galeano Berrío quien si era de los mayores socios de Pablo Escobar y con quien a lo largo de los años llevaban negociando como socios desde sus inicios en el narcotráfico y en el Cártel, luego, con su grupo criminal, Don Berna organizó con otros combos criminales de Medellín una asociación delincuencial conocida como la Oficina de Envigado, de la cual llegó a ser el líder y más tarde integró, junto a este grupo criminal, las Autodefensas Unidas de Colombia (AUC), llegando a ser uno de los máximos voceros de este grupo paramilitar.
Alias Don Berna, se desmovilizó con las AUC en el proceso de paz que dicho grupo adelantó con el gobierno, y se encontraba preso en la cárcel de Cómbita en el departamento de Boyacá, cárcel a la que fue trasladado después de que se encontraron indicios de que el exjefe paramilitar seguía delinquiendo desde la cárcel de Itagüí,'Don Berna', junto a Salvatore Mancuso (3° líder al mando de las AUC) y otros narcoparamilitares desmovilizados fueron extraditados por el Gobierno colombiano el 13 de mayo de 2008 a Estados Unidos. Su condena terminará en 2040.

## Biografía

### Vinculación al EPL
Se conoce de las actividades criminales de Murillo Bejarano desde que estuvo vinculado a la guerrilla del Ejército Popular de Liberación a finales de la década de 1970 y como más tarde estuvo asociado con el exterminio de un grupo disidente de dicha guerrilla conocido como Estrella Roja.

### Narcotráfico
Más tarde se convirtió en escolta de Fernando El Negro Galeano Berrio, narcotraficante del Cartel de Medellín (1976-1993) ya que era socio de Pablo Escobar y que dominaba la región de Itagüí. Escobar ordenó asesinar a Galeano en julio de 1992 cuando éste lo visitó en la cárcel de La Catedral, para entonces Berna no acudió a dicha cita puesto que acompañaba a la hermana de Galeano. Por esa razón se crearon Los Pepes (Los Perseguidos por Pablo Escobar) y Don Berna fue uno de sus cabecillas después del asesinato de su jefe. Fue además uno de los principales colaboradores de la policía y la DEA para dar con el paradero de Pablo Escobar.
Tras la muerte de Escobar en el mes de diciembre del año 1993 Don Berna se convirtió en el más importante narcotraficante de Medellín y su brazo armado fue la banda conocida como La Terraza.
Es señalado por las autoridades norteamericanas de cometer delitos federales de narcotráfico y lavado de dinero con posterioridad al 17 de diciembre de 1997. Cargos que admitió ante un juez de Estados Unidos 35 días después de haber sido extraditado a ese país.

### Narcoparamilitarismo
La Procuraduría señaló que el Gobierno de Estados Unidos tiene información que el señor Murillo Bejarano, como líder de las Autodefensas Unidas de Colombia, «dirige las actividades de narcotráfico de las AUC, incluyendo todas las operaciones de contrabando de cocaína de este grupo y sus operaciones financieras». Además, tienen evidencias que señalan que Don Berna recibía honorarios por cada cargamento de droga que «se transporta a través del territorio que él controla y que se exporta a los Estados Unidos».

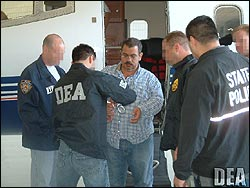
"Don Berna" extraditado el 13 de mayo de 2008.

Los archivos de Don Berna revelan que, pese a estar lejos, no ha perdido el control de las comuna nororiental de Medellín, a donde llegó en julio de 2002 para enfrentar a la guerrilla. En esos días, las milicias de las FARC y el ELN controlaban cerca de 600 barrios donde habían implantado la ley del terror. Don Berna y un hombre conocido como Orión crearon entonces el Bloque Cacique Nutibara (BCN), una organización con más de 4000 hombres armados y bien remunerados que, en pocos meses, erradicó los focos subversivos sembrando un terror equiparable o incluso peor.
Entre el 2002 y el 2003 se producen serios enfrentamientos entre el Bloque Metro y el Cacique Nutibara, ambos pertenecientes a las Autodefensas Campesinas de Córdoba y Urabá, (ACCU) cuyo jefe era Carlos Castaño. En varios barrios de Medellín intentando aniquilar, entre otros, al hijo de Don Berna.
La disputa concluyó con la victoria política y militar del BCN, el aniquilamiento del Bloque Metro y la absorción de este y otros grupos armados que operaban en la zona al Bloque Cacique Nutibara. Durante el 2004 serán asesinados, tanto Carlos Castaño, líder de las Autodefensas Unidas de Colombia, como el líder del Bloque Metro, alias Doble Cero. Este proceso de copamiento de las estructuras paramilitares se ve favorecido después de que se realizó la Operación Orión, ejecutada por el Ejército y la Policía con más de 2000 efectivos y que consistió en desalojar a los grupos subversivos de la Comuna 13 de Medellín. El sector fue rápidamente ocupado por los paramilitares dada la ausencia de poderes en el territorio y muchos civiles fueron asesinados a manos de los mismos, acusados de pertenecer a la guerrilla.
El 25 de noviembre de 2003 se desmovilizaron 855 integrantes del grupo paramilitar Bloque Cacique Nutibara en la ciudad de Medellín, en un acto «público» transmitido por la televisión.
El embajador estadounidense William Wood señalaría meses después: «Desde el 27 de abril de 2004 el gobierno ha declarado y confirmado varias veces que la extradición no es tema de negociación con los paramilitares, así que no puede haber impedimento para la extradición de Don Berna por los graves crímenes de los cuales se le acusa. Urgimos al gobierno a manejar este caso de manera más expedita para que él pueda ser extraditado», concluyó.
Tiempo después fue sindicado y señalado por colaboradores suyos de ser el autor intelectual del asesinato del diputado de Córdoba Orlando Benítez, ocurrido el 10 de abril de 2005, cuando ya se encontraba en Ralito, en la zona de ubicación.
La huida de Murillo puso en peligro la negociación de desmovilización de las AUC, y por eso el estado mayor de esa organización envió mensajes diciendo que la fuga de Don Berna no afectaba su intención de desmovilizarse. Finalmente, la tormenta que amenazaba con romper el proceso quedó conjurada el viernes 27 de mayo de 2005, cuando Ernesto Báez, vocero político de la organización, propuso una salida para el impase.

### Reclusión
Como resultado, Don Berna fue recluido en una finca cerca de Ralito donde fue vigilado por la Fuerza Pública y a órdenes de la Fiscalía.
El 27 de diciembre de 2007 la embajada señalaría que:«Consideramos que la reclusión de Don Berna en la cárcel de máxima seguridad de Cómbita es un paso importante y valiente. El historial de Don Berna no sólo ha demostrado total indiferencia por las leyes de una sociedad digna, sino también por el proceso de paz mismo. Este traslado demuestra que, aunque quienes se acojan a la Ley de Justicia y Paz recibirán todos los beneficios bajo esa ley, sus actividades criminales recibirán el tratamiento de actividades criminales». De hecho Murillo, que se encontraba recluido en el anexo 2 de la Cárcel de Máxima Seguridad de Itagüí desde octubre del 2005, perdió protagonismo en la última crisis del proceso de paz con las autodefensas, surgida tras el fallo de la Corte Constitucional sobre la Ley de Justicia y Paz. En agosto de 2007 se revelaron investigaciones que indicarían que Berna continuaba delinquiendo desde la cárcel de Itaguí por lo que fue trasladado a la cárcel de máxima seguridad de Cómbita junto con alias Macaco desde donde podría ser extraditado.

### Extradición a Estados Unidos
A principios de febrero de 2007 una agrupación de guerrilleros presos de las FARC en Bogotá emitió una declaración señalando que la banda de Los Triana, un grupo de temibles antisociales reclutados hoy por Don Berna urdía un plan para asesinar al dirigente de las FARC preso en La Dorada, Rodrigo Granda Escobar. La conspiración criminal también tocaría a otros prisioneros recluidos allí, lo mismo que a sus familiares.
El 13 de mayo de 2008, fue extraditado a los Estados Unidos con 13 jefes paramilitares más. Se dice que su condena podría estar entre los 27 y 33 años de prisión. Las razones, según el Gobierno colombiano, de tal decisión se fundamentan en que Don Berna y el resto de jefes paramilitares no cumplieron los acuerdos establecidos en la Ley de Justicia y Paz, debido a que no dijeron la verdad de sus actos, y no repararon a sus víctimas.